# Малодебитная скважина
Малодебитная скважина (истощенная скважина) — нефтяная скважина, дающая менее 1,5 м³ или менее 10 баррелей нефти в сутки в течение 12 месяцев. Продолжение работы многих малодебитных скважин может быть экономически неоправданным.

## США
В США малодебитной газовой скважиной считается скважина, производящая менее 1700 м³ (60 тыс. фут³) газа в сутки. Налоговое управление США использует величину в 2125 м³ (75 тыс. фут³) газа в сутки.
Вследствие высоких цен на нефть в начале 2010-х годов в США в 2012 году продолжало использоваться 400 000 малодебитных скважин с добычей в среднем менее 2 баррелей в день (суммарная добыча 700 000 баррелей). Себестоимость добычи одного барреля в 2014 году составляла чуть менее 40 долларов.
По оценке специалистов Ситигруп, снижение цен на нефть в 2014 году заставит многие из небольших семейных бизнесов, разрабатывающих малодебитные скважины, приостановить операции с общей потерей 300 000 баррелей в день в 2016 году.